# Šumice (ort i Tjeckien, Södra Mähren, lat 48,99, long 16,44)
Šumice är en ort i Tjeckien.   Den ligger i regionen Södra Mähren, i den sydöstra delen av landet, 190 km sydost om huvudstaden Prag. Šumice ligger 202 meter över havet och antalet invånare är 229.
Terrängen runt Šumice är platt åt sydost, men åt nordväst är den kuperad. Runt Šumice är det ganska glesbefolkat, med 34 invånare per kvadratkilometer. Närmaste större samhälle är Ivančice, 12,9 km norr om Šumice. Trakten runt Šumice består till största delen av jordbruksmark.